# Montrodat
Montrodat ist eine französische Gemeinde mit 1.168 Einwohnern (Stand: 1. Januar 2022) im Département Lozère in der Region Okzitanien (vor 2016: Languedoc-Roussillon). Sie gehört zum Kanton Bourgs sur Colagne. Die Einwohner werden Montrodatiens genannt.

## Geografie
Montrodat liegt im Gévaudan im Tal des Flusses Coulagnet. Umgeben wird Montrodat von den Nachbargemeinden Saint-Léger-de-Peyre im Norden und Nordwesten, Lachamp-Ribennes im Norden und Nordosten, Gabrias im Osten, Grèzes und Palhers im Süden sowie Marvejols im Westen.

## Bevölkerungsentwicklung
| Jahr                       | 1962 | 1968 | 1975 | 1982 | 1990 | 1999 | 2006 | 2018 |
| -------------------------- | ---- | ---- | ---- | ---- | ---- | ---- | ---- | ---- |
| Einwohner                  | 247  | 236  | 602  | 945  | 968  | 984  | 1172 | 1210 |
| Quellen: Cassini und INSEE |      |      |      |      |      |      |      |      |

## Sehenswürdigkeiten

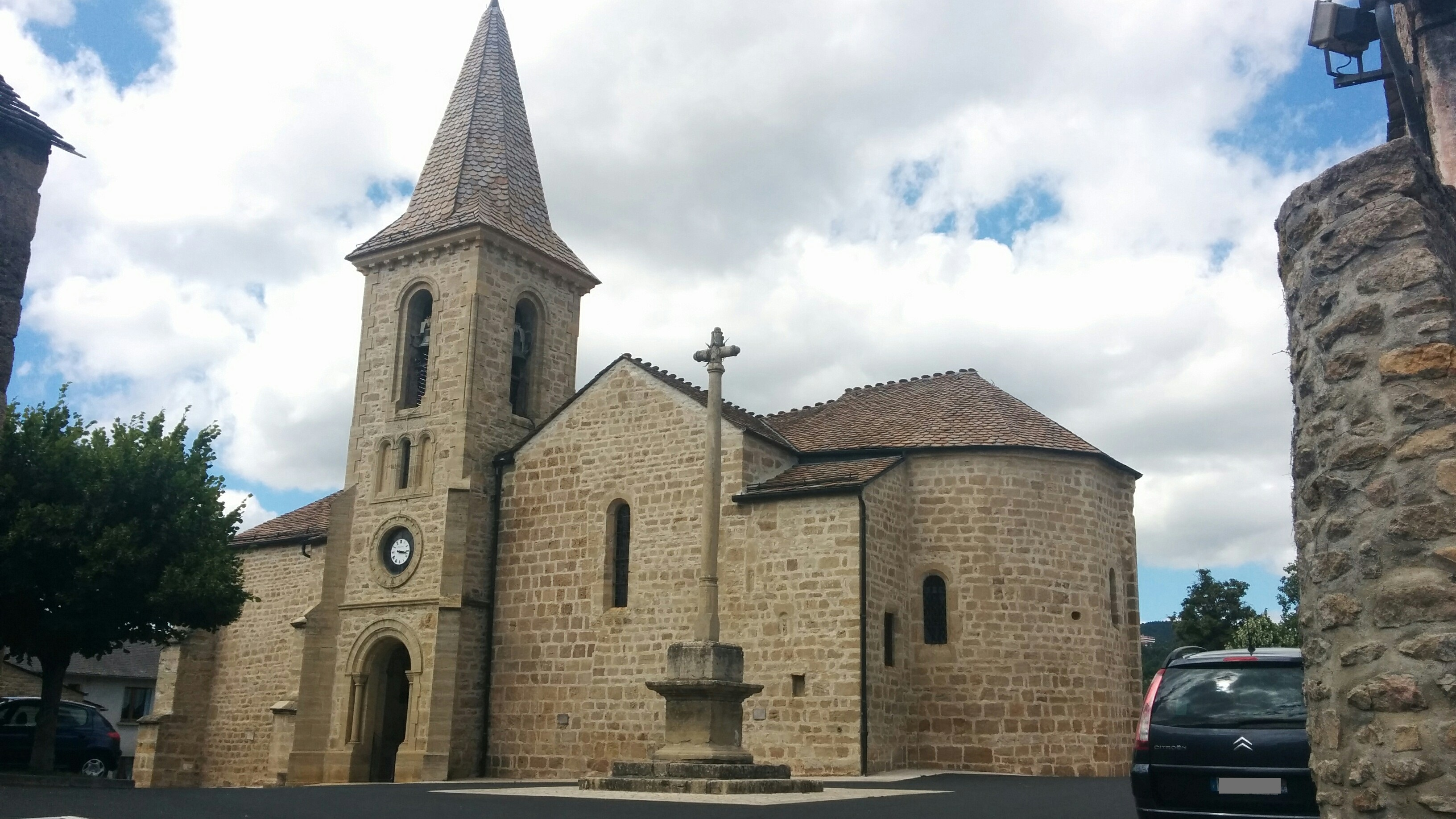
Kirche Saint-Jean-Baptiste

- Kirche Saint-Jean-Baptiste

## Persönlichkeiten
- Augustin-Marie Tardieu (1872–1942), Bischof von Vada und Apostolischer Vikar von Quy Nhon